# Chassalia gaertneroides
Chassalia gaertneroides là một loài thực vật có hoa trong họ Thiến thảo. Loài này được (Cordem.) Verdc. mô tả khoa học đầu tiên năm 1983.